# Конфедерация коренных народов эквадорской Амазонии
Конфедерация коренных народов эквадорской Амазонии (исп. Confederación de Nacionalidades Indígenas de la Amazonía Ecuatoriana, CONFENIAE) — организация коренных народов Эквадора. Основана 24 августа 1980 года в Пуйо, Эквадор.
Организация входит в состав Конфедерации коренных народов Эквадора (CONAIE) с 1986 годаи объединяет около 30% её делегатов. На международном уровне Конференция является частью Координационного центра организаций коренных народов бассейна Амазонки (Coordinadora de las Organizaciones Indígenas de la Cuenca Amazónica, COICA), сети организаций коренных народов по всему бассейну Амазонки. Конфедерация выступает основным неправительственным представителем коренного населения Эквадора Амазонии, а также оказывает большое влияние на Движение многонационального единства Пачакутик, которое является его политическим представителем в избирательных процессах.

## Структура
Конфедерация объединяет главные этнические организации в бассейне Амазонки. В ее состав входят несколько дочерних этнических организаций, представляющих коренные народы региона Амазонки в Эквадоре. В настоящее время президентом Конфедерации является Марлон Варгас (Marlon Vargas).

### Список участвующих организаций
В состав Конфедерации входят следующие организации, представленные по регионам Эквадора:
- Хиваро: Federación Interprovincial de Centros Shuar, Nación Shuar del Ecuador, Federación de la Nacionalidad Shuar de Pastaza, Federación de la Nacionalidad Shuar de Zamora Chinchipe, Federación Provincial de la Nacionalidad Shuar de Orellana, Federación Provincial de Centros Shuar de Sucumbíos.
- Кичуа: Circunscripción Territorial de la Nacionalidad Kichwa de Pastaza, Federación de Organizaciones Indígenas del Napo, Federación Interprovincial de Comunas y Comunidades Kichwas de la Amazonía Ecuatoriana, Federación de Organizaciones de la Nacionalidad Kichwa de Sucumbíos del Ecuador, Organización de la Nacionalidad Kichwa de Loreto.
- Ачуар: Nacionalidad Achuar del Ecuador.
- Шивиар: Nacionalidad Shiwiar del Ecuador.
- Ваорани: Nacionalidad Waorani del Ecuador, Organización de la Nacionalidad Waorani de Napo, Organización de la Nacionalidad Waorani de Orellana.
- Сиона: Organización de la Nacionalidad Indígena Siona del Ecuador.
- Секойя: Organización Indígena Secoya del Ecuador.
- Ай Кофан: Nacionalidad Originaria A'i Kofan del Ecuador.
- Сапара: Nacionalidad Sapara del Ecuador.
- Андва: Nacionalidad Andwa de Pastaza del Ecuador.
- Кихос: Nación Originaria Quijos.